# Galatariá
Galatariá (grec moderne : Γαλαταριά) est un village chypriote situé dans le district de Paphos et comptant plus de 56 habitants.